# Спирачен път
Спирачен път (или спирачно разстояние) се нарича разстоянието, изминато от дадено превозно средство от момента, в който водачът му задейства спирачната система, до установяването на превозното средство в покой.
Спирачният път винаги е положителен, т.е. никое превозно средство не може да спре моментално на едно място, независимо от реакциите на водача и съвършенството на технологията.